# Mark to market
Mark to market (englisch für „nach Markt bepreisen“ oder „den Marktwert ansetzen“), auch Neubewertung oder Marktbewertung genannt, ist eine Bewertungsmethode beim Jahresabschluss von Kreditinstituten, die im Grundsatz die Bewertung von Finanzinstrumenten nach dem aktuellen Marktpreis verlangt.

## Rechtsgrundlagen
Wie der Begriff bereits nahelegt, stammt diese Bewertungsmethode aus der angelsächsischen Bilanzierungspraxis. Hier kodifiziert das IASB (IAS 39; „Financial Instruments: Recognition and Measurement“) eine strenge Bilanzierung nach aktuellen Marktpreisen. Hingegen fordert das HGB eine nach Anlage- und Umlaufvermögen getrennte Bewertung, wobei die Wertkonventionen Anschaffungs- bzw. Herstellungskosten oder niedrigerer beizulegender Zeitwert am Bilanzstichtag zur Anwendung kommen.

## HGB
Beim Umlaufvermögen gilt nach dem HGB das strenge Niederstwertprinzip. Dieses verlangt, dass der niedrigere von den Wertkonventionen Anschaffungs-/Herstellungskosten oder Wert am Bilanzstichtag genommen werden muss (§ 253 Abs. 3 Satz 1 HGB). Das beim Anlagevermögen geltende gemilderte Niederstwertprinzip sieht Abschreibungen nur bei voraussichtlich dauernden Wertminderungen vor (§ 253 Abs. 3 Satz 3 HGB). Bei Finanzanlagen des Anlagevermögens besteht darüber hinaus ein Wahlrecht, eine Abschreibung bereits bei nicht dauerhafter Wertminderung vorzunehmen (§ 253 Abs. 3 Satz 4 HGB).

## Mark to market
Die Bewertungsmethode „Mark to market“ kennt diese Differenzierung nach Anlage- und Umlaufvermögen nicht. Der Preis eines Vermögensgegenstandes wird in einem liquiden Markt bestimmt und ist damit der Wert, der dem Vermögensgegenstand am Bilanzstichtag beizulegen ist. Da jedoch nicht in allen bilanzrelevanten Märkten jederzeit Marktpreise zur Verfügung stehen, unterscheidet diese Bewertungsmethode eine dreistufige Bewertungshierarchie je nach Verfügbarkeit von Marktpreisen:

### Stufe 1
In Stufe 1 werden alle Aktiva bewertet, die einwandfrei anhand von aktuellen Marktpreisen bewertbar sind („Mark to market“ im engeren Sinne). Es handelt sich um fungible Finanzinstrumente, die an aktiven Märkten gehandelt werden.

### Stufe 2
In Stufe 2 werden mangels direkt verfügbarer Marktpreise Vergleichswerte herangezogen. Hier wird bereits mit Modellen gearbeitet („Mark to model“), wobei der Marktpreis aufgrund beobachtbarer Vorgänge geschätzt wird. Wenn relevante Märkte deutlich weniger liquide als sonst üblich sind oder sich nur wenige Preise bilden, sind die beobachtbaren Marktwerte anzuwenden.

### Stufe 3
In allen verbliebenen Fällen müssen Schätzwerte gebildet werden. Hierzu dürfen mathematische Modelle eingesetzt werden („Mark-to-model“), deren Parameter teilweise auf Annahmen beruhen.

## Aktiver Markt
Ein aktiver Markt muss nach IAS 36.6, IAS 38.8 und IAS 41.8 kumulativ folgende Voraussetzungen erfüllen:
- die auf dem Markt gehandelten Produkte sind homogen und
- vertragswillige Käufer und Verkäufer können in der Regel jederzeit gefunden werden und
- Preise stehen der Öffentlichkeit zur Verfügung.

Ein Finanzinstrument wird nach IAS 39 als auf einem aktiven Markt notiert angesehen, wenn notierte Preise leicht und regelmäßig (englisch readily and regularly) von einer Börse, einem Händler oder Broker, einer Branchengruppe (englisch industry group), einer Preis-Service-Agentur (etwa Reuters oder Bloomberg) oder einer Aufsichtsbehörde  verfügbar sind und diese Preise tatsächliche und sich regelmäßig (englisch actual and regularly) ereignende Markttransaktionen nach dem Fremdvergleichsgrundsatz (englisch arm's length principle) repräsentieren. Bei Notierungen auf organisierten Märkten im Sinne des Wertpapierhandelsgesetzes ist regelmäßig von einem aktiven Markt auszugehen. Die Absicht, aus kurzfristigen Preisschwankungen Gewinne zu erzielen, setzt voraus, dass die Finanzinstrumente auf einem aktiven Markt im Sinn von § 255 Abs. 4 Satz 1 HGB gehandelt werden, da der beizulegende Zeitwert dem Marktpreis entspricht, der auf einem aktiven Markt ermittelt wird.
Ein aktiver Markt liegt nicht mehr vor, wenn aufgrund des vollständigen und längerfristigen Rückzugs von Käufern und/oder Verkäufern aus dem Markt eine Marktliquidität nicht mehr festzustellen ist. Eine derartig nachhaltige Marktveränderung ist beispielsweise eingetreten, wenn der Handel dadurch zum Erliegen kommt, dass ein Market Maker über einen längeren Zeitraum keine verbindlichen Kurse mehr stellt und auch keine Markttransaktionen zu beobachten sind. Falls die Transaktionen nachweislich ausschließlich aus erzwungenen Geschäften, zwangsweisen Liquidationen oder Notverkäufen resultieren, ist dies ein Indiz für einen nicht mehr aktiven Markt für die betreffenden Finanzinstrumente.

## Bewertungspraxis
Am einfachsten ist die Marktbewertung bei Finanzinstrumenten, bei denen täglich Börsenkurse veröffentlicht werden (marktgängige Devisen-, Sorten- und Wertpapierbestände als Basiswert). Schwieriger wird es jedoch bei Finanzinstrumenten, die weniger fungibel sind oder auf illiquiden Märkten gehandelt werden. Auf größte Hindernisse stößt die Anwendung des Verfahrens bei Bilanzpositionen, für die es im eigentlichen Sinne keine aktiven Märkte gibt. Die Bewertungsmethode betrifft sowohl das Handelsbuch als auch das Anlagebuch von Kreditinstituten.

### Devisen-, Sorten- und Wertpapierbestände
Für diese homogenen Finanzinstrumente besteht jeweils ein hoch organisierter Markt mit täglicher Börsennotiz oder Preis- und Kursnotierung, sodass die Voraussetzungen eines aktiven Marktes nach § 255 Abs. 4 Satz 1 HGB bzw. IAS 36.6 im Regelfall gegeben sind. Die Bewertung setzt dann den aktuellen Marktpreis an.
Ähnlich verhält es sich mit einer Terminbörse, denn Gewinne und Verluste aus Termingeschäften werden täglich berechnet. Diese Buchgewinne und -verluste werden dann auch unverzüglich auf dem Margin-Konto des Traders berücksichtigt. Diese Anpassung der Margendeckung von offenen Positionen an die sich ändernden Schlusskurse von Futures und/oder Optionen auf den beteiligten Konten nennt man ebenfalls mark to market.

### Kredite in Bankbilanzen
Schwieriger ist die marktnahe Bewertung indes bei der Bewertung von Kreditrisiken bei Kreditinstituten. Kreditforderungen sind nicht homogen und nicht fungibel (bis auf die standardisierten Schuldscheindarlehen). Deshalb sieht das deutsche Handelsrecht hier im Grundsatz das Nominalwertprinzip für die Bewertung vor wie bei Forderungen aus Lieferungen und Leistungen (§ 253 Abs. 1 Nr. 1 HGB) und verlangt, dass zweifelhafte Forderungen mit ihrem wahrscheinlichen Wert einzusetzen sind, während uneinbringliche abzuschreiben sind (§ 252 Abs. 1 Nr. 4 HGB).
Um zur Marktbewertung der Kreditforderungsbestände zu gelangen, ist zunächst die Frage nach einem funktionierenden Markt zu beantworten. Für Bankkredite besteht allenfalls ein Sekundärmarkt mit wenig Preistransparenz (Kredithandel). Es mangelt an der Homogenität wie an der ausreichenden Zahl kauf- und verkaufswilliger Marktteilnehmer. Deshalb erfüllen Kreditforderungen die Anforderungen an einen genügend aktiven Markt meist nicht. Eine Bewertung erfolgt meist mit Hilfe eines Kreditrisikomodells, das die Kreditforderungen in Bonitätsklassen (Vergabe von Ratingcodes) einteilt. Hierbei kann es durch eine Ratingabstufung oder höhere Credit Spreads ein höheres Kreditrisiko ergeben, ohne dass Gründe für eine Kreditkündigung vorhanden sind oder es gar zu einem Ausfall des Kreditnehmers kommt. Handelsrechtlich liegen hierbei die Voraussetzungen für die Klassifizierung als zweifelhafte Forderung noch nicht vor, solange die Kredite vertragsgemäß bedient werden, sodass Gründe für eine Teilwertabschreibung (noch) nicht vorhanden sind. Unterliegen Kredite der Marktbewertung, sind nicht nur die Teilwertabschreibung oder gar der Kreditausfall während der Kreditlaufzeit ein Kreditereignis, sondern jede Veränderung des Kreditrisikos, die sich durch steigende Credit spreads äußern kann.
Für Kredite sind Kreditrisikomodelle entwickelt worden, die zum Zweck der Marktbewertung genutzt werden können. Ein Beispiel ist das Modell „CreditMetrics“ von J.P. Morgan. Solche Modelle simulieren die möglichen Ereignisse wie Ausfälle oder Rating-Änderungen und ermitteln aus der großen Zahl von Simulationspfaden wichtige Kennzahlen wie den sogenannten „Credit-Value-at-Risk“. In die Marktbewertung geht dabei nicht nur das Kreditrisiko, sondern auch die Bonitätsveränderung ein. Jovic und Volkart sahen 1999 in der Marktbewertung von Krediten größeres Zukunftspotenzial. Es ist zu erwarten, dass die internationalen Bilanzierungsregeln entsprechend angepasst werden und auch Kredite für eine Kategorisierung in Stufe 1 bis 3 vorschreiben.

## Kritik
Die Kritik an dieser Bewertungsmethode hat sich verstärkt, weil das Marktbewertungsverfahren seit der Finanzmarktkrise 2007 die kritische Situation in Jahresabschlüssen, insbesondere bei Banken und Versicherungen, durch zu verbuchende Bewertungsverluste verschärft hat. Jedoch sind die Bewertungsverluste solange nicht eingetreten, wie an den zu bewertenden Beständen festgehalten wird. Damit wirkt die Mark-to-market-Methode prozyklisch und krisenverschärfend. Banken sind dadurch gezwungen, auch diejenigen Verluste auszuweisen, die noch gar nicht realisiert sind.

## Gesetzliche Neuregelung
Die Mark-to-market-Bewertung kann zu erheblichen Wertschwankungen führen, die prozyklisch sind und sich deshalb krisenverstärkend auswirken können. Bei den gesetzlichen Neuregelungen behält jedoch das Vorsichtsprinzip des HGB weiterhin Vorrang. Dies wird daran deutlich, dass die „Fair Value-Bewertung“ für Nichtbanken weiterhin nicht statthaft ist. Bei Kreditinstituten hingegen gilt die „Fair Value-Bewertung“ nur für Finanzinstrumente des Handelsbuchs. Wegen der internationalen Rechnungslegungsvorschriften war hier ein vollständiger Verzicht auf die „Fair Value-Bewertung“ nicht möglich. Zudem wird – ähnlich wie bei IFRS – eine Umwidmungsmöglichkeit geschaffen.
Die Finanzmarktkrise hat gezeigt, dass in Ausnahmefällen bei Kreditinstituten eine Umwidmung vom Handelsbuch in das Anlagebuch möglich sein muss. Ohne Umwidmungsrechte kann es bei verändernden Marktwerten zu stärkeren Ergebnisschwankungen (Volatilität) kommen und in Krisenzeiten erhöhten Abschreibungsbedarf auslösen, der zu Verlusten bei Banken führt. Diese Umwidmung muss nach § 35 Abs. 1 der RechKredV im Anhang angegeben und begründet werden. Durch die seit Mai 2009 geltende Sondervorschrift des § 340e Abs. 3 HGB fällt das Erfordernis der Existenz eines aktiven Markts weg, sodass der Anwendungsbereich der Zeitwertbilanzierung bei Kreditinstituten auch Finanzinstrumente des Handelsbuches umfasst, die nicht auf einem aktiven Markt gehandelt werden. In solchen Fällen erfolgt die Zeitwertermittlung mit Hilfe finanzmathematischer Bewertungsmodelle nach Mark-to-model (also Stufe 3). Die Sondervorschrift des § 340e Abs. 3 HGB, die den Anwendungsbereich des § 253 Abs. 1 Satz 3 HGB – also die Zugangsbewertung von Finanzinstrumenten zu Anschaffungskosten und die verpflichtende Folgebewertung zum beizulegenden Zeitwert – betrifft, ist nunmehr für Kreditinstitute erweitert worden.